# جینجونگ
جینجونگ (به لاتین: Jinzhong) یک شهر مرکزی در جمهوری خلق چین است که در شانشی واقع شده‌است.

## خصوصیات
جینجونگ ۱۶٬۴۰۸ کیلومترمربع مساحت و ۳٬۲۴۹٬۴۲۵ نفر جمعیت دارد.